# Clodoaldo
Clodoaldo Tavares de Santana, född 26 september 1949 i Aracaju, Sergipe, brasiliansk fotbollsspelare.
Defensiv mittfältare i Santos och brasilianska landslaget under 1970-talet. Världsmästare 1970. En skada hindrade honom från att bli uttagen till 1974 års VM-trupp. Clodoaldo var både kreativ och en bra markeringsspelare. Han var bra både offensivt och defensivt, även om han inte var någon stor målskytt. Totalt blev det 13 fullträffar på 510 matcher för Santos mellan 1966 och 1980. Clodoaldo blev sedermera klubbdirektör i Santos.